# 日本アジア投資
日本アジア投資株式会社（にほんアジアとうし、英: Japan Asia Investment Co,, Ltd.）は、日本の独立系ベンチャーキャピタル。日本アジアグループとは無関係。

## 沿革
- 1981年（昭和56年）7月 - 東京都千代田区丸の内に日本アセアン投資株式会社設立。
- 1981年（昭和56年）9月 - 千代田区大手町に本店を移転。
- 1988年（昭和63年）1月 - 千代田区平河町に本店を移転。
- 1990年（平成2年）4月 - 千代田区麹町に本店を移転。
- 1991年（平成3年）6月 - 現商号に変更。
- 1996年（平成8年）9月18日 - 日本証券業協会に店頭登録。
- 2004年（平成16年）11月 - 千代田区永田町に本店を移転。
- 2004年（平成16年）12月 - ジャスダックに上場。
- 2008年（平成20年）6月16日 - 東京証券取引所1部に上場。
- 2008年（平成20年）8月12日 - ジャスダック証券取引所上場廃止
- 2009年（平成21年）6月24日 - 事業再生ADR手続が成立。
- 2009年（平成21年）8月 - 千代田区神田錦町に本社を移転。

## 国内グループ企業
- ジャイク事務サービス株式会社
- JAICアセット･マネジメント株式会社
- JAICシードキャピタル株式会社
- 日本プライベートエクイティ株式会社